# Метшк, Фридо
Фри́до Метшк (н.-луж. Frido Mětšk, 4 октября 1916 года, Аннаберг-Буххольц, Германия — 9 июля 1990 года, Баутцен, Германия) — нижнелужицкий писатель, поэт, историк, переводчик, редактор и педагог. Писал на нижнелужицком и немецком языках. Основатель нижнелужицкой гимназии в Котбусе и первый директор Сербской гимназии в Баутцене.

## Биография
Родился 4 октября 1916 года в городе Аннаберг-Буххольц. С 1927 по 1936 год обучался в гимназии Святого Креста в Дрездене. С 1936 по 1937 год обучался в Высшей педагогической школе во Франкфурте-на-Одере. С 1940 года изучал классическую филологию, историю и славистику в Галле-Виттенбергском и Йенском университетах. В 1940 году под руководством Дмитрия Чижевского написал диссертацию на соискание научной степени доктора наук по работам немецкого теолога Гейнриха Мильде. Потом работал короткое время учителем в Кейльхау и Галле. С 1941 года воевал на Восточном фронте. Был в советском плену, где работал лектором в антифашистской школе.
В 1947 году возвратился в Германию. В этом же году основал в Котбусе нижнелужицкую гимназию. В 1949 году стал первым директором лужицкой расширенной школы в Баутцене, которая позднее была переименована в Сербскую гимназию. С 1955 года работал научным сотрудником в Институте сербского народоведения при Академии наук ГДР. С 1959 года возглавлял Серболужицкий культурный архив.
В 1986 году вышел на пенсию и проживал в Баутцене, где скончался 9 июля 1990 года.

## Сочинения
Автор сборников стихотворений, прозы, литературных и исторических научных сочинений. Занимался переводами с кашубского, литовского и латышского языков.
- Mojim Serbam. 1939 (сборник стихотворений)
- Ze žywjenja. 1944 (сборник стихотворений)
- Józef Nowak: Swobody njewjesta, Volk und Wissen, Berlin 1954
- Naša rědna bajkojta domownja. Serbske bajki a basnicki z luda a z literatury, Volk und Wissen, Berlin 1955
- Marjana Domaškojc: Wubrane spise, Volk und Wissen, Berlin 1956
- Korčmar Hawelka přećiwo magistratej. Domowina, Budyšin 1956 (исторический репортаж)
- Do cuzeje zemje, 1957 (исторический репортаж)
- Die brandenburgisch-preussische Sorbenpolitik im Kreise Cottbus vom 16. Jahrhundert bis zum Posener Frieden. (=Veröffentlichungen des Instituts für Slawistik, Band 25). Akademie Verlag, Berlin 1962
- Der kurmärkisch-wendische Distrikt. Ein Beitrag zur Geschichte der Territorien Bärwalde, Beeskow, Storkow, Teupitz und Zossen mit besonderer Berücksichtigung des 16. bis 18. Jahrhunderts (=Schriftenreihe des Instituts für Sorbische Volksforschung in Bautzen, Band 24). LND, Budyšin 1965.
- Bjerduški. Ludowe nakładnistwo Domowina, Budyšin 1967 (поэзия и проза)
- Die Stellung der Sorben in der territorialen Verwaltungsgliederung des deutschen Feudalismus (=Schriftenreihe des Instituts für sorbische Volksforschung in Bautzen, Band 43). LND, Budyšin 1968
- Das Interesse der Ostforschung des westdeutschen Imperialismus an den Sorben. Domowina, Bautzen 1968
- Verordnungen und Denkschriften gegen die sorbische Sprache und Kultur während der Zeit des Spätfeudalismus. Domowina, Bautzen 1969
- K. A. Kocorowe zawostajenstwo w Serbskim kulturnym archiwje, Dom za serbske ludowe wuměłstwo, Budyšin 1971.
- Bogumił Šwjela: Běźenje a Wěźenje. Domowina, Budyšyn 1973
- Juro Surowin: Wšyknym by kśěl tołmacyś, Domowina, Budyšyn 1975
- Marjana Domaškojc: Z našeje glinjaneje budki, Domowina, Budyšyn 1972, 2. Auflage: Domowina, Budyšyn 1986
- Ideologen der antisorbischen Sprachpolitik während der Periode des Übergangs vom Feudalismus zum Kapitalismus. Eine Quellensammlung. Domowina, Bautzen 1973
- Jurja Pilkowe zawostajenstwo w Serbskim kulturnym archiwje, Dom za serbske ludowe wuměłstwo, Budyšin 1974.
- Geschichte der Sorben. Band 1: Von den Anfängen bis 1789 (=Schriftenreihe des Instituts für Sorbische Volksforschung in Bautzen, Band 39). Domowina, Bautzen 1977 (совместно с Яном Бранкачком);
- Juro Surowin: Sol zemje, Domowina, Budyšyn 1978.
- Studien zur Geschichte sorbisch-deutscher Kulturbeziehungen (=Schriftenreihe des Instituts für Sorbische Volksforschung in Bautzen, Band 55). Domowina, Bautzen 1980
- Mato Kosyk: Listy. 1880—1939, Domowina, Budyšyn 1980
- Chrestomatija dolnoserbskego pismowstwa, 3 Bände, Volk und Wissen, Berlin 1956 und 1957; 2. Auflage: Domowina, Budyšyn 1982
- Mato Kosyk. Domowina, Budyšyn 1983
- Mato Kosyk. LND, Budyšin 1985 (биография)
- Frido Mětšk. Ludowe nakładnistwo Domowina, Budyšin 1986 (сборник стихотворений)

## Семья
Отец лужицкого композитора Юро Метшка.

## Награды
- В 1960 году стал лауреатом премии имени Якуба Чишинского;
- В 1969 году награждён кашубской медалью «Stolema Medaille».